# 요시모토 미유
요시모토 미유(Miyu Yoshimoto, 1996년 12월 28일 ~ )는 일본의 배우, 탤런트이다.
기타큐슈시에서 태어났다.

## 방송
- 오오에도 로보콘
- 사쿠라의 오야코동
- 쓰레기의 본망
- 시간을 달리는 소녀
- 5→9 ~나를 사랑한 스님~

## 영화
- JK 록 (2018년)
- 레이디 인 화이트 (2018년)
- 쓰레기의 본망 (2017년)
- 하이앤로우 더 레드 레인 (2016년)
- 시간을 달리는 소녀 (2016년)
- 5시부터 9시까지 ~나를 사랑한 스님~ (2015년)
- 죄의 여백 (2015년)
- 오모테산도 고교 합창부! (2015년)
- 수의사씨 사건이에요 (2014년)